# Wulingyuan (Zhangjiajie)

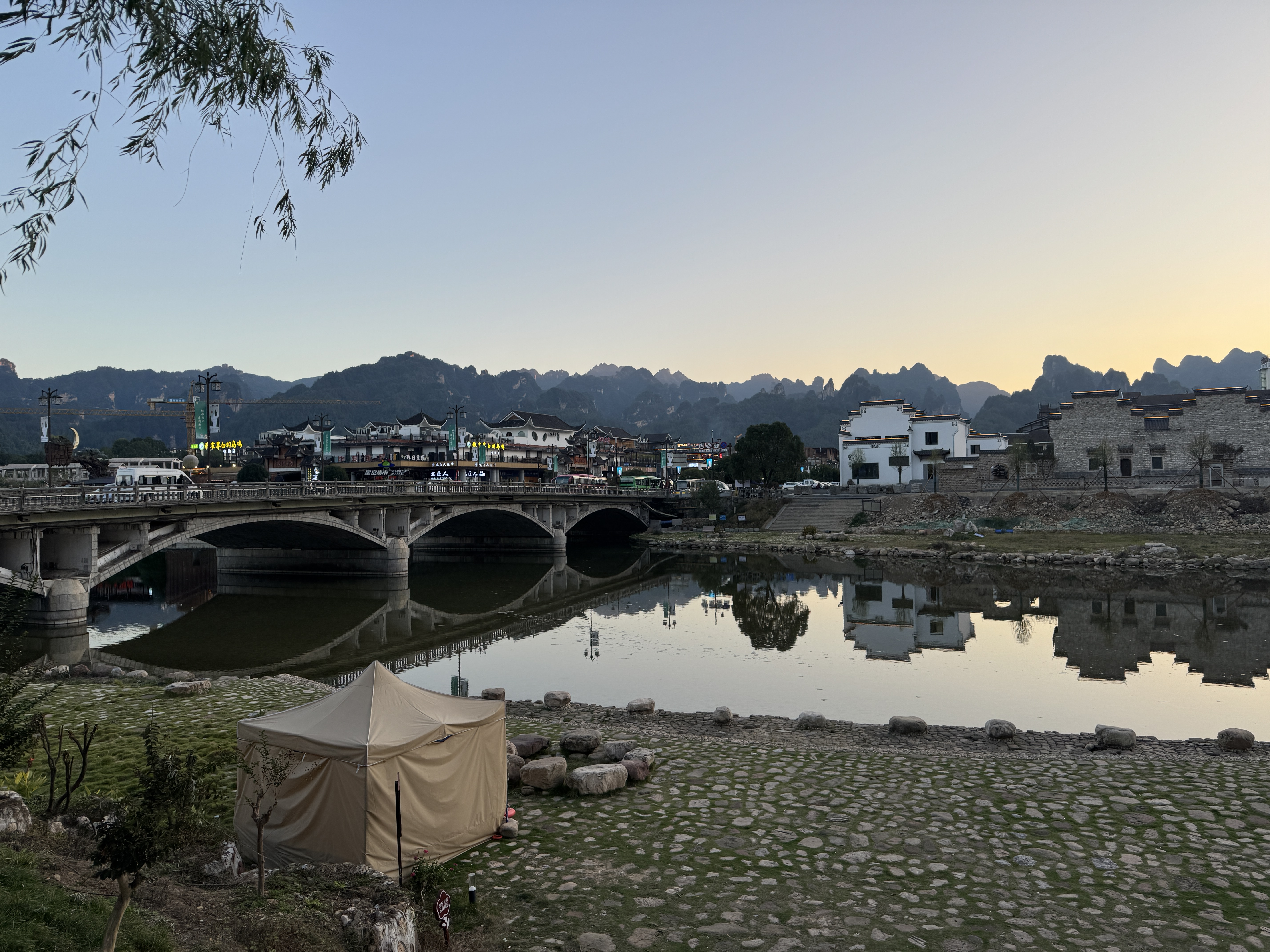
Wulingyuan (2024)

Wulingyuan (武陵源区,  Wǔlíngyuán Qū) ist ein Stadtbezirk der bezirksfreien Stadt Zhangjiajie in der chinesischen Provinz Hunan. Er hat eine Fläche von 397,5 Quadratkilometern und zählt 62.100 Einwohner (Stand: Ende 2018).

## Sehenswürdigkeiten
- Sandsteinpfeiler von Wulingyuan